# Vasiliki Thanou-Christofilou

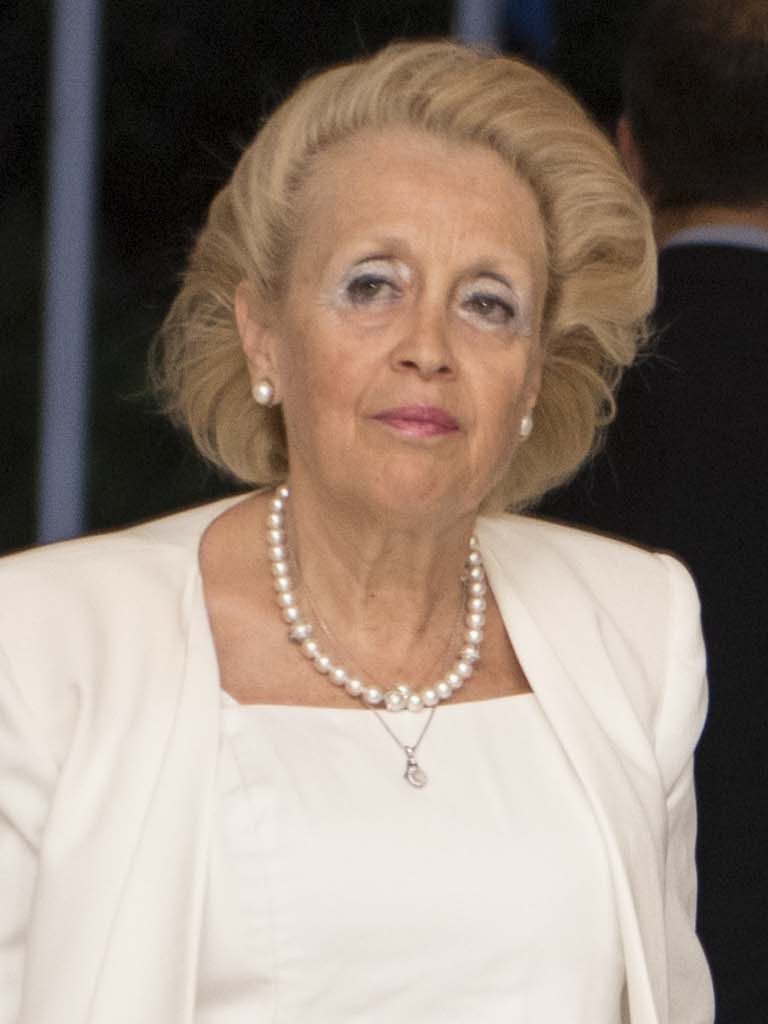
Vasiliki Thanou-Christofilou (2015)

Vasiliki Thanou-Christofilou (griechisch Βασιλική Θάνου-Χριστοφίλου, * 1950 in Chalkida) ist eine griechische Juristin. Sie war von 2015 bis 2017 Präsidentin des obersten griechischen Gerichtshofs Areopag und leitete ab dem 27. August 2015 bis zur Parlamentswahl am 20. September als griechische Ministerpräsidentin eine Übergangsregierung.

## Leben
Vasiliki Thanou studierte Rechtswissenschaften an der Universität Athen. Sie schloss ein Postgraduiertenstudium in Europarecht an der Universität Paris II (Sorbonne) an. Im Jahr 1975 trat sie in die Justizlaufbahn an. 1992 wurde sie zur Vorsitzenden eines erstinstanzlichen Gerichts, 1996 an das Berufungsgericht, 2005 zu dessen Präsidentin und 2008 zur Richterin am Areopag befördert. 2014 wurde sie dessen Vizepräsidentin und am 1. Juli 2015 – als erste Frau – Präsidentin des obersten Gerichtshofes. Thanou-Christofilou lehrt Zivilrecht an der Nationalen Richterschule. Sie war lange gewerkschaftlich engagiert und Präsidentin der griechischen Union der Richter und Staatsanwälte.
Nachdem Ministerpräsident Alexis Tsipras am 20. August 2015 seinen Rücktritt erklärt hatte und sich innerhalb des Parlaments keine neue mehrheitsfähige Regierungskonstellation bilden konnte, löste der Staatspräsident das Parlament auf und ernannte nach Artikel 37 der griechischen Verfassung einen der Präsidenten der drei obersten Gerichte (Areopag, Staatsrat und Rechnungshof) zum Ministerpräsidenten einer Übergangsregierung bis zur folgenden Parlamentswahl im September 2015. Thanou-Christofilou wurde am 27. August 2015 im Amt vereidigt. Sie war die erste Frau im Amt des griechischen Ministerpräsidenten.
Thanou-Christofilou ist verheiratet und hat drei Kinder.